# Urbanismo paisajístico
El urbanismo paisajístico es una nueva teoría en el campo de planificación urbana que apareció por primera vez a finales del siglo XX afirmando que la mejor manera de organizar las ciudades es a través del diseño del paisaje de la ciudad en lugar de la diseño de sus edificios. La frase paisaje urbano apareció por primera vez a mediados de la década de 1990. Desde entonces, esta frase ha recibido muchos usos diferentes, pero se cita con mayor frecuencia como una respuesta posmodernista a los fracasos del Nuevo urbanismo. En 2008 se celebró la primera Bienal en el mundo del Urbanismo del Paisaje en la ciudad de Bat Yam en Israel que trató del Nuevo urbanismo.